# モリーズ・ゲーム
『モリーズ・ゲーム』（Molly's Game）は、2017年にアメリカ合衆国で公開された伝記映画。監督はアーロン・ソーキン、主演はジェシカ・チャステインが務めた。本作はモリー・ブルームが2014年に出版した自叙伝『Molly's Game: From Hollywood's Elite to Wall Street's Billionaire Boys Club, My High-Stakes Adventure in the World of Underground Poker』を原作としている。なお、本作はソーキンの映画監督デビュー作でもある。
後述のように、本作は批評家から高く評価されたが、中でもチャステインの演技とソーキンの脚本には惜しみない賛辞が贈られた。ソーキンは第90回アカデミー賞で脚色賞にノミネートされた。

## ストーリー
子供のころから厳しいトレーニングを課せられてきたモリー・ブルームは、モーグルでオリンピック出場を嘱望される選手だった。しかし、ソルトレイクシティ五輪の出場資格を得るために出場した大会でアクシデントが起き、スキー選手の道を諦めざるを得なくなる。
モリーはロー・スクールに入り法律家を目指す予定だったが、それを延期して1年間の休息を取ることを決めると、選手時代の友人を頼ってロサンゼルスを訪れる。モリーはハリウッドのクラブで働き始め、そこで知り合った不動産業を営むディーン・キースからアシスタントとして雇われることになった。ディーンの人柄は最悪で仕事も雑用ばかりだが、収入が安定したモリーは一人暮らしを始める。
しばらくすると、彼女はディーンが開催する非合法ポーカークラブの運営を手伝うように指示される。客は映画スターのプレイヤーXを筆頭にセレブばかりであり、ポーカーでは大金が動いていた。内心では法律家になる道から遠ざかることを危惧するも、手にした高額のチップに心惹かれてしまう。ロー・スクール入りを延期したモリーはカモになる客を調達してクラブ運営を順調にこなしていく。私生活は高額のチップで潤い、クラブの客を通じて様々な業界の知識を深めていった。
モリーがクラブの運営をするようになって3年が経った頃、自分の地位が脅かされていると感じたディーンはモリーを解雇する。ポーカーとの関わりを断ちたくないモリーは自分のポーカークラブを立ち上げ、プレイヤーXを含む常連を引き込むことに成功した。モリーには経営者としての才覚も十二分に備わっており、運営は軌道に乗る。
プレイヤーXの提案でハイリスク・ハイリターンなゲームを組む必要が出てくると、モリーはカモになる客を調達し始める。彼女が参加させたのはまぐれでチャンピオンになったドニーや、ポーカーが下手でどれだけ負けてもある理由からプレイし続けるブラッドだったが、プレイヤーXはポーカーが強くカモにできないハーラン・シャープを呼ぼうとしていた。
他の客がギャンブルを楽しむ中でハーランは堅実にプレイし勝ち続けたが、ブラッドと初めて対戦した際に彼の事情を知らないことが原因で負けてしまう。屈辱を味わった彼は借金を重ねてまでゲームを続けるが、冷静さを欠いたままのプレイで勝つことはできず、ついには運にも見放される。消沈したハーランは金を返せないことをモリーに告白してクラブを去るが、翌週には借金を返済しにやってきた。
困惑するモリーに対し、プレイヤーXは自分がハーランに条件付きで金を貸したことを告げる。モリーにルール違反だと責められたプレイヤーXは以前から他の客に金を貸していると明かし、さらなる非難を浴びせられる。プレイヤーXは自分に対するモリーの態度が気に入らず、あっさりとその場を去ってしまう。次の開催日、クラブに来る客は一人もいなくなっていた。
モリーはしばし打ちひしがれるも、ハリウッドを離れてニューヨークに拠点を移し、反省を活かしたクラブ運営を始める。しかし客からの支払いが滞ったことで運営資金が苦しくなり、手数料を取るという違法行為に手を出してしまう。
次にモリーは、カモになる客としてロシア人を獲得することを画策する。ダグラスという客が連れてきたロシア人は大金を使っていくが、実は彼らはそれぞれ異なるマフィアの関係者だった。
ある時、かつてモリーのクラブに来ていたブラッドが逮捕される。彼は自分に勝って気分を良くしたセレブに出資させていたが、その会社に実態はなく詐欺を行っていたのだ。捕まったブラッドがモリーのことを話したことで、モリー自身もFBIに目を付けられてしまう。一方で、運転手には新しい客だと騙されてギャングを紹介されていた。
モリーがギャングの誘いを断った晩、自宅に男が押し入ってくる。彼はギャングからの刺客であり、モリーを痛めつけ警告をすると金庫の中身を奪い去っていった。幸いにも年末年始でクラブは休業しており、モリーは自宅に引きこもって傷が治るまでおとなしくしていることを決める。
久しぶりに自宅から出たモリーはギャングの摘発があったことを知ると、彼らが大人しい間に非合法ポーカークラブから足を洗うことを計画する。再開したクラブに向かおうとモリーが準備をしていると、かかってきた電話からクラブにはFBIがやって来ていることを知る。その足でモリーは空港へ向かい、母親の元へと避難して難を逃れるのだった。
それから2年経ち、自叙伝を世に出したモリーは国からRICO法で告訴されていたが、弁護士チャーリー・ジャフィーに助けられ戦い続けていた。クラブ運営のデータが入った重要な証拠であるハードディスクも残っていたが、モリーは検察への提出を頑なに拒んで譲らない。
モリーは最終審理の答弁で自身が違法賭博を運営していたことを認めるが、判決は社会奉仕活動や罰金に留められるのだった。

## キャスト
※括弧内は日本語吹替
- モリー・ブルーム（英語版） - ジェシカ・チャステイン（佐古真弓）： オリンピック出場を嘱望されるほどの選手。
  - 10代の頃のモリー - サマンサ・イズラー（英語版）
  - 7歳の頃のモリー - パイパー・ハウエル
- チャーリー・ジャフィー - イドリス・エルバ（斉藤次郎）： モリーの弁護士。
- ラリー・ブルーム - ケビン・コスナー（内田直哉）： モリーの父親。
- プレイヤーX - マイケル・セラ（小野賢章）
- ブラッド - ブライアン・ダーシー・ジェームズ
- ダグラス・ダウニー - クリス・オダウド
- ハリソン・ウェルストーン - J・C・マッケンジー（英語版）
- ハーラン・シャープ - ビル・キャンプ
- フォックスマン判事 - グラハム・グリーン
- ディーン・キース - ジェレミー・ストロング（俊藤光利）
- ボビー - マシュー・D・マッテオ
- コール - ジョー・キーリー
- ウィンストン - ナタリー・クリル（英語版）
- シャーリーン・ブルーム - クレア・ランキン（英語版）： モリーの母親。
- シェルビー - マディソン・マッキンリー
- B - アンジェラ・ゴッツ（英語版）
- ニール - カーリッド・クライン
- ディエゴ - ヴィクター・サーファティ
- シェリー・ハビブ - ジョン・バス（英語版）

なお、プレイヤーXはトビー・マグワイア、レオナルド・ディカプリオ、ベン・アフレックらポーカー好きのセレブを参照して生み出された架空のキャラクターである。

## 製作

### 構想
2014年11月12日、ザ・マーク・ゴードン・カンパニーがモリー・ブルームの自叙伝の映画化権を獲得し、アーロン・ソーキンに脚色を依頼したとの報道があった。脚色にソーキンが起用されたのは、ブルームの意向を踏まえたものであった。2016年1月7日、本作がソーキンの映画監督デビュー作になると報じられた。2月18日、ソニー・ピクチャーズが本作の製作から離脱した。5月13日、STXエンターテインメントが本作の全米・全中配給権を900万ドルで購入したと発表した。

### キャスティング
2016年2月18日、ソーキンがジェシカ・チャステインの起用を検討していると報じられた。5月6日、イドリス・エルバとチャステインの出演が決まったと報じられた。9月7日、マイケル・セラがプレイヤーX役で出演するとの報道があった。10月17日、ケビン・コスナーの出演が決まったと報じられた。21日、ブライアン・ダーシー・ジェームズがキャスト入りした。11月9日、クリス・オダウド、ジェレミー・ストロング、グラハム・グリーン、ビル・キャンプが起用されたと報じられた。

### 撮影
本作の主要撮影は2016年11月9日にトロントで始まり、2017年2月9日に全工程が終わった。

## 公開
2017年9月8日、本作はスペシャル・プレゼンテーションに出品されていた第42回トロント国際映画祭でプレミアを迎えた。11月16日には、AFI映画祭のクロージング作品として上映された。
当初、本作は2017年11月22日に全米公開される予定だったが、後に公開日が同年12月25日に変更された。

## 興行収入
2017年12月25日、本作は全米271館で限定公開され、公開初週末に234万ドルを稼ぎ出し、週末興行収入ランキング初登場13位となった。2018年1月5日、本作の公開規模は全米1608館にまで拡大され、公開週末に685万ドルを稼ぎ出し、週末興行収入ランキング7位となった。

## 評価
本作は批評家から高く評価されている。映画批評集積サイトのRotten Tomatoesには205件のレビューがあり、批評家支持率は81%、平均点は10点満点で7.2点となっている。サイト側による批評家の見解の要約は「ジェシカ・チャステインとイドリス・エルバの名演と観客の好奇心をそそるストーリーに支えられ、『モリーズ・ゲーム』はアーロン・ソーキンの見事な監督デビュー作となった。」となっている。また、Metacriticには46件のレビューがあり、加重平均値は71/100となっている。なお、本作のCinemaScoreはA-となっている。
『バラエティ』のピーター・デブルージは「『モリーズ・ゲーム』は銀幕で最も素晴らしい女性の役を提示している。濃密かつダイナミックで、極めて面白い事件だ。その中心となった役柄はチャステインの最上級の才能を見事に生かしている。」と評している。『ローリング・ストーン』のピーター・トラヴァースは本作に4つ星評価で星3つを与え、「『モリーズ・ゲーム』は痛烈な皮肉、エネルギー、ソーキンの持ち味である言葉の花火に満ちている。それら全てがキャラクターの肉付けに大いに貢献している。そして、女性を主人公とした監督デビュー作において、ソーキンはタイムリーなテーマを扱っている。それは、男社会で女性として生きることの困難さである」と評している。